# Cyperus grayioides
Cyperus grayioides är en halvgräsart som beskrevs av Robert H Mohlenbrock. Cyperus grayioides ingår i släktet papyrusar, och familjen halvgräs. Inga underarter finns listade i Catalogue of Life.